# De Havilland Giant Moth
de Havilland DH.61 Giant Moth (рус. де Хэвилленд DH.61 «Джайант мос») – большой британский одномоторный транспортный биплан, построенный компанией de Havilland на аэродроме Стэг Лэйн, Эджвар. Был предназначен в первую очередь для использования в Австралии, некоторые экземпляры были также отправлены в Канаду.

## История

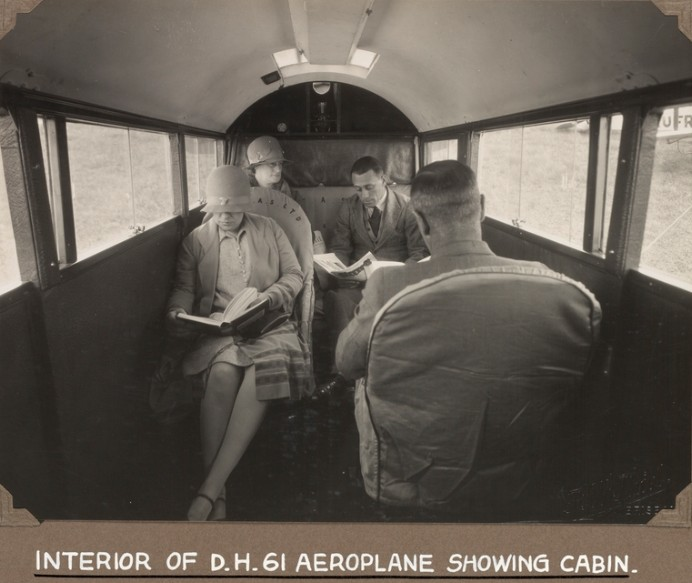
Интерьер de Havilland DH.61, показаны четыре пассажира в салоне для восьми. Qantas, 1929

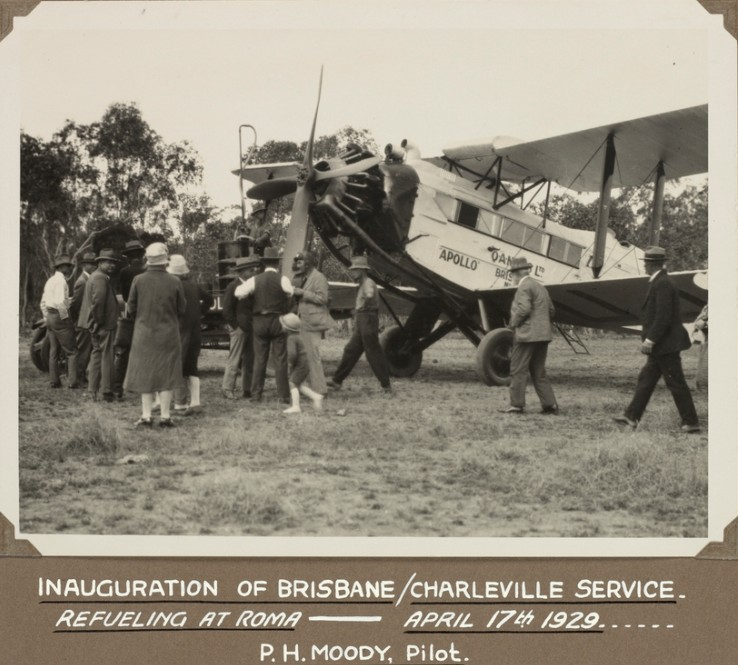

После успеха de Havilland DH.50J в Австралии, компании было предложено разработать ему замену большего размера с использованием двигателя Bristol Jupiter. В салоне было место для шести-восьми пассажиров, а пилот сидел в открытой кабине за крыльями. С момента начала разработки самолёта прошло всего 10 недель до первого полёта прототипа в декабре 1927 года. После тестовых полётов в Англии, самолёт был отправлен в de Havilland Australia в Мельбурне. После пересборки прототип совершил первый полёт 2 марта 1928 года и использовался на регулярных перевозках между Аделаидой и Брокен-Хилл компанией MacRobetrson Miller Aviation. Прототип изначально назывался Canberra, но имя позднее было изменено на Giant Moth.
В общей сложности было построено десять самолётов, в том числе один в Канаде из компонентов, а остальные на производственной линии аэродрома Stag Lane. Три самолёта для Канады, G-CAPG, G-CARD и G-CAJT, были снабжены поплавками от компании Short Brothers в Рочестере, прежде чем они были переданы Canadian Vickers. Один самолёт, G-CAJT, был отправлен компании Canada Airlines Ltd. по арендной договоренности. В ходе тестового полёта 23 октября 1928 года, самолёт потерпел структурные повреждения в воздухе и потерпел крушение у Калгари, Альберта в несмертельной аварии. Другие DH.61 продолжили полёты в Онтарио в операциях по тушению пожаров. Самолёт CF-OAK был модифицирован и летал с двигателем Pratt & Witney Hornet.
Три самолёта использовались в Австралии для воздушной доставки почты компаниями Australian Aerial Services Ltd и QANTAS. Две самолёта компании QANTAS, Apollo G-AUJB и Diana G-AUJC, были приобретены в апреле и мае 1929 года соответственно. И они были первыми самолётами QANTAS, оборудованными туалетами. Авиакомпания убрала их из эксплуатации в 1935 году так как двигатели Bristol Jupiter XI были ненадёжны. Apollo был продан в этом же году и разбился возле Мубо, Новая Гвинея, 9 мая 1938 года.
Ещё один самолёт, Geraldine (G-AAAN), был куплен Daily Mail для перевозок фотографа и его мотоцикла по Соединённому Королевству. Самолёт должен был приземляться на аэродроме, ближайшему к событию, и фотограф должен был добираться до нужного места на мотоцикле. Этот самолёт был также оснащён фотолабораторией для проявки фотографий на обратном пути. Позже самолёт был передан National Flying Services и переименован в Leone. West Australian Airways приобрело его в начале 1930-х годов; он летал в Западной Австралии с 1931 по 1935 годы. Когда авиакомпания столкнулась с финансовыми трудностями, самолёт был продан New Guinea Airlines. G-AAAN разбился 20 августа 1935 года, при посадке в Вау, Новая Гвинея.
Один самолёт, G-AAEV, по имени Youth of Britain, доработанный для перевозки 10 пассажиров, был использован сэром Аланом Кобхэмом в авиационном промо-туре по Великобритании продолжительностью 21 неделю и закончившегося 7 октября 1929 года. Во время тура, Кобхэм пролетел 97000 километров, побывал в 110 городах и прокатил 40 000 пассажиров, в том числе 10 000 школьников бесплатно. Среди тех, кто полетал на Giant Moth Кобхэма, был Эрик Локк, который позднее стал лётчиком-асом Королевских ВВС во время битвы за Британию.
После тура Кобхэм продал самолёт Imperial Airways, которое планировало использовать его для исследовательских полётов. Его использование было недолгим, так как G-AAEV 19 января 1930 года потерпел крушение при посадке.

## Операторы
- Австралия
  - Guinea Airways Ltd.
  - Holden Air Transport Ltd.
  - MacRobertson Miller Aviation Company Ltd.
  - QANTAS
  - West Australian Airlines Ltd.
- Бразилия
  - VARIG — с поплавковым шасси
  - Syndicato Condor
- Колумбия
  - Avianca
- Канада
  - London Air Transport Ltd.
  - Ontario Provincial Air Services
  - Western Canada Airways Ltd.
- Великобритания
  - Alan Cobham Aviation Ltd.
  - Associated Newspapers Ltd.
  - Imperial Airways Ltd.
  - National Flying Services Ltd.

## Спецификации

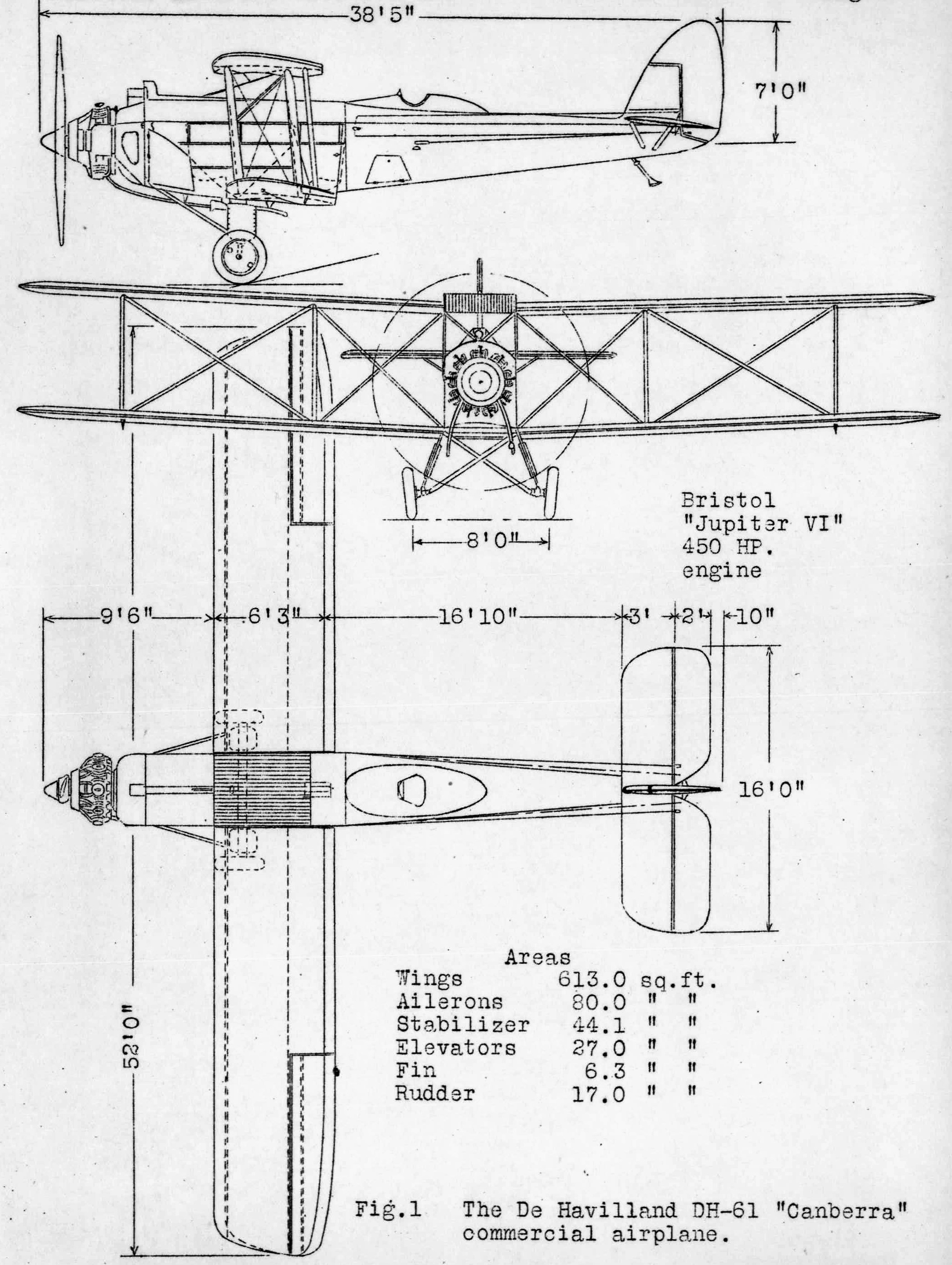
DH.61 Giant Moth

Источник данных: Jackson 1973, p. 99

Технические характеристики
- Экипаж: один пилот
- Длина: 11,89 метров
- Размах крыла: 15,85 метров
- Высота: 3,99 метра
- Площадь крыла: 56,95 квадратных метров
- Масса пустого: 1,656 кг
- Максимальная взлётная масса: 3,175 кг
- Силовая установка: 1 × радиальный поршневой Bristol Jupiter XI
- Мощность двигателей: 1 × 500 лс (1 × 373 квт)

Лётные характеристики
- Максимальная скорость: 212 км/ч
- Практическая дальность: 724 км
- Практический потолок: 5,485 м